# Lycopodium hickeyi
Lycopodium hickeyi är en lummerväxtart som beskrevs av Warren Herbert Wagner.
Lycopodium hickeyi ingår i släktet lumrar och familjen lummerväxter. Inga underarter finns listade i Catalogue of Life.